# 大崎八幡宮
38°16′20″N 140°50′42″E / 38.2722°N 140.845°E
大崎八幡宮（日语：／ Ōsaki Hachimangū）是一座位於日本宮城縣仙台市青葉區八幡的神社，社格是村社，祭神分別是應神天皇、仲哀天皇、神功皇后和阿彌陀佛，創建於大永7年（1527年），佔地約14000坪（約46280.99平方），別當寺是真言宗御室派的惠澤山龍寶寺，日本遺產「政宗孕育的伊達文化」的組成部分之一，境內的社殿、石之間和拜殿是國寶，與瑞巖寺同為宮城縣內僅有的國寶建築物。

## 歷史
根據社傳記載，坂上田村麻呂在平安時代出征東夷時，為了祈求武運長久，將武門的守護神宇佐八幡宮勸請至陸奧國八幡（現岩手縣奧州市水澤），創建了鎮守府八幡宮。按《封內風土記》記載，奧州管領大崎氏在大永7年（1527年）將神社遷至領內的遠田郡御殿坂（現岩手縣大崎市田尻八幡字御殿坂），因此得名大崎八幡宮。天正18年（1590年），豐臣秀吉沒收了大崎義隆和葛西晴信的領地，並且改賜給木村吉清，引發了葛西大崎一揆，伊達政宗與蒲生氏鄉在翌年成功鎮壓一揆後，政宗取得葛西氏和大崎氏的舊領，並且將居城從米澤城移至岩出山城的同時將成島八幡神社勸請至岩出山城內，及後轉移至仙台時將此神社移至大崎八幡宮現址。另一說法則是遷移的是前述的位於岩手縣的大崎八幡宮，神社的說法則是兩座神社都合祀於現在的大崎八幡宮。神社座落的位置則是在仙台城西北方，西北方在八卦中屬乾卦，在方位上位於戌和亥之間，因此在仙台的卦體神信仰中，大崎八幡宮是十二生肖中屬狗和屬豬的人的守護神。另外，神社作為仙台總鎮守也受到仙台藩歷代藩主的尊崇，第二代藩主伊達忠宗便曾經在寬永21年（1644年）向神社下賜黑印狀和社領493石，第四代藩主伊達綱村則在寬文8年（1668年）則展開了維修工程，第五代藩主伊達吉村則修復神社的古緣起，以及將漢文緣起、倭文由來記和自己的和歌奉納至神社，第六代藩主伊達宗村也展開過維修工程。1871年，列入村社。1997年6月，原本在明治時代開始改稱為大崎八幡神社，但是考慮到遷座將近四百年的歷史背景，重新採用了大崎八幡宮作為神社的名稱。

## 神社建築

### 主體建築
- 前方是拜殿，後方是本殿
- 長床

大崎八幡宮的社殿的完工時期分別有《大英百科全書 日本版》、《日本大百科全書》、《大辭泉》、《大辭林》和《世界大百科事典》的慶長7年（1602年）、慶長10年（1605年）、《日本歷史地名大系》和《國史大辭典》的慶長12年（1607），共三種說法。根據一手史料《伊達政宗記錄事蹟考記》所述，大崎八幡宮在慶長12年8月12日（1607年10月2日）完成，耗時四年，仙台市教育委員會也認同社殿在慶長12年建成的說法:3，由來自山城國的梅村彥左衛門家次、其子梅村三十郎賴次和來自紀伊國的刑部左衛門國次負責興建，鍛冶和繪畫則分別由雅樂介吉定和佐久間左京負責，他們大多都是參與了興建仙台城大廣間、瑞巖寺和陸奧國分寺藥師堂的工匠。
社殿的建築風格是長五間，寬三間，歇山頂式柿葺屋頂，而長押上方有塗上鮮艷的胡粉極彩色的斗拱和彫刻，下方則整體塗上黑漆，欄間的雕刻則塗成彩色和貼上金箔，與此同時丸桁等部分也繪有彩色圖案，蟇股、木鼻、手挾、唐破風等部分也有彫刻，破風、高欄和長押等等也有裝飾用的金具。本殿和拜殿的牆壁，以及石之間的天花板也有繪畫。社殿內外的色彩都非常豐富，與同時代的北野天滿宮相比更突顯了其桃山時代的風格。
拜殿的建築風格是正面長七間，背面五間，寬三間，歇山頂式屋頂，正面有千鳥破風，向拜型玄關則是軒唐破風，內部左右兩邊分別稱為親王間和將軍間。連接本殿與拜殿的部分稱為石之間，建築風格是長寬各一間，兩下造式柿葺屋頂，與本殿和拜殿相比，地板的位置較低，這種稱為權現造的建築模式，現存最為古舊的建築物便是大崎八幡宮。1903年4月15日，社殿、拜殿和石之間獲文化廳指定為特別保護建造物，1952年11月22日上調為國寶。2000年，由於支柱下沉和傾斜的關係，加上斗拱等日久失修等問題，展開了為期五年的解體維修工程。
此外，境內也建有長床，與社殿的色彩繽紛相比，長床則是採用了平淡樸素的原色木材，中間則是可以讓人穿過的割拜殿形式，西邊是神樂殿和後台，該處也懸掛了數塊繪馬，東邊則是和室和儲物室，為宮城縣内最古舊的長床。1969年，長床由於漏雨造成了損壞，因此曾經進行解體維修，建於寬文年間（1661年-1672年），長九間，寬三間，歇山頂式柿葺屋頂，正面和背面的中央部分均有唐破風，在1966年6月11日獲指定為重要文化財。

### 其他建築
- 舊宮司宿舍
- 神馬舍
- 石鳥居

大崎八幡宮社務所、大崎八幡宮舊宮司宿舍和大崎八幡宮神馬舍均建於大正後期，三者均是瓦頂的木造平房，建築面積分別是171平方米、119平方米和35平方米。社務所建於參道的西邊朝東的地方，主建築部分是歇山頂，西邊是廡殿頂，東面是歇山頂式玄關。內部分為主室和次之間，主室西邊是貴賓室，內有凹間、高低擱板和付書院。舊宮司宿舍則在社務所的南面，歇山頂式東西棟主棟北面是廡殿頂，呈田字型，內有四個房間。另外，神馬舍位於社務所以東，兩者之間相隔參道而建，南北棟是歇山頂式建築，西面是縋破風，南面部分的東邊建有兩個馬廄。2010年，將一度當成是住居用途的神馬舍回復原貌。2011年7月25日，這三座建築物獲指定為登錄有形文化財。
大崎八幡宮石鳥居由仙台藩第四代藩主伊達綱村寄進，建於寬文8年（1668年），在仙台市內來說，歷史僅次於仙台東照宮，建築風格是最為常見的明神鳥居，高約5.7米，柱下部分寬5米，柱上部分寬4.6米，石材為岩手縣東磐井郡產的花崗岩。1902年時，暴風吹倒了樹木，造成石鳥居有所損毀，五年後完成修復。1970年10月30日，石鳥居獲登錄為宮城縣指定有形文化財。僅接石鳥居後方的石階在大崎八幡宮創建之初已經存在，陡峭之餘寬度亦隨著高度而逐漸收窄，共有98層梯級。1995年9月5日，石階獲登錄為仙台市指定文化財。
另外，大崎八幡宮的境內社分別是太元社、諏訪社、鹿島社、北辰社和龍神社。其中在太元社內有一尊木造大元帥明王站像，寄木造玉眼彩色的五面八臂佛像，腳踏邪鬼兩隻，高65厘米。佛像是根據秋篠寺傳來的畫像設計而成，仙，佛像則改用了紅色。佛像在享保4年（1719年），按照伊達吉村之命在江戶的真福寺進行了開眼供養。1997年3月25日，佛像獲登錄為仙台市指定文化財。

## 祭事

### 主要祭事
- 裸體參拜
- 松焚祭

大崎八幡宮的主要祭事分別有松焚祭和例大祭。松焚祭又稱歲德祭（どんと祭），其他地區的同類型祭典大多稱為左義長，神社會在每年1月14日晚上會將收集得來的門松和注連繩等物品全數付之一炬。火種則作為歡送在正月到訪各家各戶的神明的「御神火」，傳承上有著洗滌心靈和保祐年中平平安安，身體健康的效果。為了參拜「御神火」，松焚祭也有著裸體參拜的傳統，這是源於在嚴冬裡釀酒的杜氏祈求釀造安全和吟釀祈願以來。參加者都將白色一字巾綁在頭上，穿上白色半股引，為了避免閒聊口含著一張紙，右手拿手鈴，左手提燈籠參與，為仙台市冬季的風物詩。根據神社官方說法，松焚祭有300年歷史，目前文獻紀錄上最早出於嘉永2年（1849年）的《仙台年中行事大意》，裸體參拜則是翌年的《仙台年中行事繪卷》，歲德祭的稱呼則是始於1907年。按仙台市消防局在2004年的調查顯示，仙台市內總共有157處地方舉行歲德祭，然而起源於江戶時代的便只有大崎八幡宮。2005年1月17日，松焚祭獲指定為仙台市無形民俗文化財。
例大祭始於慶長14年（1609年），於每年的9月14日和9月15日舉行，由於這時會收起蚊帳，因此又稱蚊帳祭。9月14日在長床上演稱為法印神樂的能神樂，原本總共有17首，不過流傳至今的只有8首，過去是由宿坊的社家十人代代奉納，現在只剩下高橋一家，其餘則由大崎八幡宮的門前町的人們負責。翌日則舉行放生、神輿渡御和流鏑馬等等。1972年10月11日，其中的能神樂獲指定為宮城縣無形民俗文化財，翌年11月5日獲指定為選擇無形民俗文化財。

### 年度祭事[36]
| 1月  | 歲旦祭（1月1日） 元始祭（1月3日） 松焚祭（1月14日）                                                                           |
| 2月  | 節分祭（2月3日） 紀元祭（2月11日） 祈年祭（2月17日） 天長祭（2月23日）                                                        |
| 3月  | - |
| 4月  | - |
| 5月  | - |
| 6月  | 水無月大祓式（6月30日） |
| 7月  | 厄除祈願大祭（7月1日） |
| 8月  | 太元社例祭（8月1日） 七夕祈願祭（8月8日） 御鎮座紀念祭 ～雅樂的黃昏～（8月12日） 東日本大震災復興祈念 ～雅樂暮時～（8月13日） |
| 9月  | 例大祭（9月14日-9月15日） |
| 10月 | 神嘗奉祝祭（10月17日） |
| 11月 | 明治祭（11月3日） 七五三祈請祭（11月15日） 新嘗祭（11月23日）                                                                 |
| 12月 | 地久祭（12月9日） 年越大祓式（12月31日）                                                                                      |

### 註解
1. ↑  極彩色的意思是使用各種顏色來塗成彩色，多見於佛堂和佛塔的內部，近世之後在社殿等建築物內部也有使用極彩色，有些社殿的外圍部分則是自古便採用了這種手法[15]。
2. ↑  木鼻是指木材之間交叉時突出的部分[16]。
3. ↑  斗拱和垂木（日语：垂木）之間的木板[17]。
4. ↑  兩下造是指沒有博風板的懸山頂建築[18]。
5. ↑  長床是拜殿的一種，也是讓修驗者等人留宿或讓宮座（日语：宮座）和氏子等神社相關人士聚首一堂的地方，呈長條型，內部地板上鋪有一層疊蓆[20]。

## 外部連結
- 大崎八幡宮 （页面存档备份，存于）